# Quadrigyrinae
Sous-famille
Les Quadrigyrinae sont une sous-famille de vers parasites de l'embranchement des acanthocéphales (vers à tête épineuse). Les acanthocéphales sont de petits animaux vermiformes parasites de vertébrés dont la taille varie entre 1 mm et 70 cm. Ils sont caractérisés par un proboscis rétractable portant des épines courbées en arrière qui leur permet de s'accrocher à la paroi intestinale de leurs hôtes.

## liste des genres et espèces
La sous-famille des Quadrigyrinae comprend deux genres composés des espèces suivantes :
- Deltacanthus Diaz-ungria, et al, 1958
  - Deltacanthus scorzai (Diaz-ungria, et al, 1957)
- Quadrigyrus Van Cleve, 1920
  - Quadrigyrus brasiliensis Machado, 1941
  - Quadrigyrus chinensis Mao, 1979
  - Quadrigyrus nickoli Schmidt et Hugghins, 1973
  - Quadrigyrus rhodei Wang, 1980
  - Quadrigyrus torquatus Van Cleave, 1920